# Campethera punctuligera
El pito salpicado (Campethera punctuligera) es una especie de ave piciforme de la familia Picidae que vive en África Occidental y Central.

## Descripción
El pito salpicado mide unos 22 cm de largo. Tiene la forma típica de los pájaros carpinteros, con el plumaje de las partes superiores verdes salpicadas de pequeñas motas blanquecinas, excepto en el obispillo y la cola donde tiene listas claras. Sus partes inferiores son amarillentas con motas oscuras en los flancos y el pecho. Su cabeza es blanquecina con las mejillas y las barbilla grisáceas, también con motas oscuras. 
Como otros pájaros carpinteros esta especie tiene el pico recto y puntiagudo, una cola rígida que le proporciona apoyo cuando está en los troncos y patas zigodáctilos, con dos dedos hacia adelante y dos hacia atrás. Tiene una larga lengua que usa para capturar insectos.
Los machos adultos tienen bigoteras y el píleo rojos. Las hembras tienen la frente oscura y la mitad posterior del píleo roja, carecen de las bigoteras rojas. Los juveniles se parecen a las hembras, pero las partes verdes de su plumaje son más oscuras.

## Comportamiento
Como los demás carpinteros es una especie insectívora. Es un especialista en termitas, y se le ve frecuentemente alrededor de los termiteros. 
Su llamada típica consiste en un wik-wik-wii-wii-yuu alto.
Anida en huecos en los árboles, con frecuencia las palmeras aceiteras, donde suelen poner dos o tres huevos blancos.

## Distribución y hábitat
Habita en los bosques y zonas de matorral principalmente de África Occidental y Central, en una franja que se extiende desde Senegal hasta Sudán del Sur. 